# CONCACAF 리그
CONCACAF 리그(CONCACAF League)는 북중미카리브 축구 연맹(CONCACAF)에 속한 북아메리카, 중앙아메리카, 카리브해 국가들의 축구 클럽이 참가했던 대회이다. 2017년 5월 8일에 출범했으며 CONCACAF 챔피언스리그 본선 진출 자격을 결정한 대회이기도 하다. 북중미카리브 연맹이 2024년 시즌부터 CONCACAF 챔피언스리그를 확장하기로 결정함에 따라 2022년 시즌을 끝으로 폐지되었다.

## 대회 방식
CONCACAF 리그의 예비 라운드, 16강전, 8강전, 준결승전, 결승전은 모두 홈 앤 어웨이 방식을 띤 결선 토너먼트로 진행되었다. 2017년 시즌부터 2018년 시즌까지는 CONCACAF 리그에서 우승한 팀에게 CONCACAF 챔피언스리그 본선 진출 자격이 주어졌다. 2019년 시즌부터 2022년 시즌까지는 CONCACAF 리그 시즌에서 상위 6위 이내의 성적을 기록한 팀들에게 CONCACAF 챔피언스리그 본선 진출 자격이 주어졌다.

## 참가 팀

### 2017년 시즌 ~ 2018년 시즌
2017년 시즌부터 2018년 시즌까지 CONCACAF 리그에서는 총 16개 팀이 참가했는데 중앙아메리카 축구 연맹에서는 13개 팀, 카리브 축구 연맹에서는 3개 팀이 참가했다. 2017년 시즌부터 2018년 시즌까지 CONCACAF 리그에 참가한 팀들은 다음과 같이 배분되었다.
- 중앙아메리카 축구 연맹 (13개 팀)
  -  코스타리카: 2개 팀
  -  엘살바도르: 2개 팀
  -  과테말라: 2개 팀
  -  온두라스: 2개 팀
  -  니카라과: 2개 팀
  -  파나마: 2개 팀
  -  벨리즈: 1개 팀

- 카리브 축구 연맹 (3개 팀)
  - 카리브 클럽 챔피언십 준우승 팀
  - 카리브 클럽 챔피언십 3위 팀
  - 카리브 클럽 챔피언십 4위 팀과 카리브 클럽 실드 1위 팀 간의 플레이오프 승자

### 2019년 시즌 ~ 2022년 시즌
2019년 시즌부터 2022년 시즌까지 CONCACAF 리그에서는 총 22개 팀이 참가했는데 북아메리카 축구 연맹에서는 1개 팀, 중앙아메리카 축구 연맹에서는 18개 팀, 카리브 축구 연맹에서는 3개 팀이 참가했다. 2019년 시즌부터 2022년 시즌까지 CONCACAF 리그에 참가한 팀들은 다음과 같이 배분되었다.
- 북아메리카 축구 연맹 (1개 팀)
  -  캐나다: 1개 팀

- 중앙아메리카 축구 연맹 (18개 팀)
  -  코스타리카: 3개 팀
  -  엘살바도르: 3개 팀
  -  과테말라: 3개 팀
  -  온두라스: 3개 팀
  -  파나마: 3개 팀
  -  니카라과: 2개 팀
  -  벨리즈: 1개 팀

- 카리브 축구 연맹 (3개 팀)
  - 카리브 클럽 챔피언십 준우승 팀
  - 카리브 클럽 챔피언십 3위 팀
  - 카리브 클럽 챔피언십 4위 팀과 카리브 클럽 실드 1위 팀 간의 플레이오프 승자

## 결과
| 시즌           | 우승 팀             | 결과                                    | 준우승 팀           | 준결승전 탈락 팀              |
| -------------- | ------------------- | --------------------------------------- | ------------------- | ----------------------------- |
| 2017 상세 정보 | 올림피아            | 1 - 0 / 0 - 1 합계 1 - 1 승부차기 4 - 1 | 산토스 데 과필레스  | 아라베 우니도 플라사 아마도르 |
| 2018 상세 정보 | 에레디아노          | 2 - 0 / 1 - 2 합계 3 - 2                | 모타과              | 타우로 아라베 우니도          |
| 2019 상세 정보 | 데포르티보 사프리사 | 1 - 0 / 0 - 0 합계 1 - 0                | 모타과              | 올림피아 알리안사             |
| 2020 상세 정보 | 알라후엘렌세        | 3 - 2                                   | 데포르티보 사프리사 | 아르카에 올림피아             |
| 2021 상세 정보 | 코무니카시오네스    | 2 - 1 / 4 - 2 합계 6 - 3                | 모타과              | 포르주 FC 과스타토야          |
| 2022 상세 정보 | 올림피아            | 3 - 2 / 2 - 2 합계 5 - 4                | 알라후엘렌세        | 레알 에스파냐 모타과          |

## 같이 보기
- CONCACAF 챔피언스리그